# Derichebourg
Derichebourg er en fransk miljø- og multiservicevirksomhed. Deres services udbydes til virksomheder, lokale og kommunale myndigheder i 10 lande. Koncernen er inddelt i to divisioner: Miljø der arbejder med recirkulering & multiservice der bl.a. arbejder med handling.